# Munipoese Muli'aka'aka
Munipoese Muli'aka'aka, né en 1974, est un homme politique français. Il est président de l'Assemblée territoriale des îles Wallis et Futuna à partir de 2022.

## Biographie
Munipoese Muli'aka'aka est fonctionnaire au service des affaires maritimes de Wallis-et-Futuna. Il est élu conseiller à l'Assemblée territoriale des îles Wallis et Futuna en 2012 pour le district de Mu'a, puis en 2020. Il est élu président de l'Assemblée territoriale des îles Wallis et Futuna à l'unanimité des 20 conseillers le 25 mars 2022, étant le seul candidat en lice.

### Note
1. ↑  Les sources publiées après mars 2022 indiquent qu'il est âgé de 48 ans.